# 1899 en Suisse
Chronologie de la Suisse
- 1895
- 1896
- 1897
- 1898
- 1899
- 1900
- 1901
- 1902
- 1903

Chronologie de la Suisse
1898 en Suisse - 1899 en Suisse - 1900 en Suisse

## Gouvernement au1erjanvier 1899
- Conseil fédéral[1]
  - Eduard Müller (PRD), président de la Confédération
  - Walter Hauser (PRD), vice-président de la Confédération
  - Ernst Brenner (PRD)
  - Joseph Zemp (PDC)
  - Adolf Deucher (PRD)
  - Adrien Lachenal (PRD)
  - Eugène Ruffy (PRD)

## Évènements
- Lundi 2 janvier : deux skieurs, Ehlert et Moennichs, perdent la vie dans une avalanche au col du Susten. Ils sont considérés comme les premières victimes d’une course alpine à ski en Suisse.

- Mercredi 8 mars : grève au chantier du percement du tunnel du Simplon. À la suite de l’intervention de la troupe, la grève ne dure qu’un seul jour.
- Mercredi 15 mars : le confiseur Rudolf Sprüngli à Horgen (ZH) rachète la manufacture de chocolat Rodolphe Lindt à Berne, pour fonder Lindt & Sprüngli AG. La nouvelle entreprise s’installe à Kilchberg (ZH).

- Mercredi 17 mai : le Grand Conseil du canton de Saint-Gall reconnaît la collectivité catholique chrétienne en tant que corporation religieuse de droit public.

- Dimanche 4 juin : une collision entre deux trains à Aarau provoque la mort de deux personnes.

- 1er juillet : création du Poste Permanent d'alarme à Genève (aujourd'hui Service d'Incendie et de Secours de la ville de Genève).
- Lundi 10 juillet : début de la XXe Fête fédérale de chant à Berne.
- Vendredi 21 juillet : dans une circulaire, le Conseil fédéral recommande aux cantons de sonner les cloches le soir du 1er août pour faire de cette journée une véritable fête nationale.

- Samedi 12 août : mise en service du funiculaire du Gurten (BE).
- Lundi 21 août : mise en service du chemin-de-fer Pont-Brassus (VD).

- Samedi 16 septembre : les Grands Magasins Jelmoli ouvrent leur premier grand magasin, le Palais des Glaces à Zurich.

- Mercredi 18 octobre : mise en service du funiculaire du Lausanne-Signal.

- Mardi 5 décembre : inauguration du funiculaire de Fribourg, qui relie le bas et le haut de la ville.
- Jeudi 14 décembre : élection au Conseil fédéral de Robert Comtesse (PRD, NE) et de Marc-Emile Ruchet (PRD, VD).

## Décès
- 22 janvier : Auguste Socin, urologue, à Bâle, à l’âge de 61 ans.

- 4 février : Max Leu, sculpteur, à Bâle, à l’âge de 37 ans.
- 22 février John Krüsi, Appenzellois d’origine, proche collaborateur de l’inventeur Thomas Edison, à Schenectady (États-Unis), à l’âge de 55 ans.
- 24 février : Emil Welti, ancien conseiller fédéral (PRD, AG), à Berne, à l’âge de 73 ans.

- 22 mars : Paul-Alcide Blancpain, industriel, fondateur de la Brasserie du Cardinal, à Fribourg, à l’âge de 60 ans.
- 24 mars : Marie Goegg-Pouchoulin, pionnière du féminisme égalitaire, à Genève, à l’âge de 72 ans.
- 30 mars : August Gremli (en), botaniste, à Kreuzlingen (TG), à l’âge de 66 ans.

- 3 avril : Adolf Guyer, propriétaire de filature, banquier et promoteur du Chemin de fer de la Jungfrau, à Zurich, à l’âge de 60 ans.

- 3 juin : Auguste Baud-Bovy, peintre, à Davos (GR), à l’âge de 51 ans.

- 25 juillet : Niklaus Riggenbach, inventeur de la crémaillère destinée aux chemins de fer de montagne, à Olten (SO), à l’âge de 82 ans.
- 5 août : Carl Franz Bally, industriel, cofondateur de la fabrique de chaussures Bally, à Schönenwerd (SO), à Bâle, à l’âge de 77 ans.

- 24 septembre : Jean-Louis Galliard, pasteur, fondateur du collège chrétien qui porta son nom à Lausanne, à Lausanne, à l’âge de 86 ans.
- 28 septembre : Giovanni Segantini, peintre d’origine italienne, à Pontresina (GR), à l’âge de 41 ans.

- 21 novembre : Ferdinand Lecomte, journaliste et historien militaire, à Lausanne, à l’âge de 73 ans.

- 27 novembre : Constant Fornerod, ancien conseiller fédéral  (PRD, VD), à Bettens (VD), à l’âge de 80 ans.
- 28 novembre : Albert Steck, président du premier Parti socialiste de Suisse, à Berne, à l’âge de 55 ans.

- 15 décembre : Numa Droz, ancien conseiller fédéral (PRD, NE), à Berne, à l’âge de 55 ans.
- 29 décembre : Edmond Louis Vaucher, fondateur et premier directeur de l'école d'horticulture de Châtelaine, à Genève, à l’âge de 57 ans.